# Новоселица (Попельнянский район)
Новосе́лица (укр. Новоселиця) — село на Украине, основано в 1720 году, находится в Попельнянском районе Житомирской области.
Код КОАТУУ — 1824784501. Население по переписи 2001 года составляет 726 человек. Почтовый индекс — 13537. Телефонный код — 4137. Занимает площадь 3,224 км².

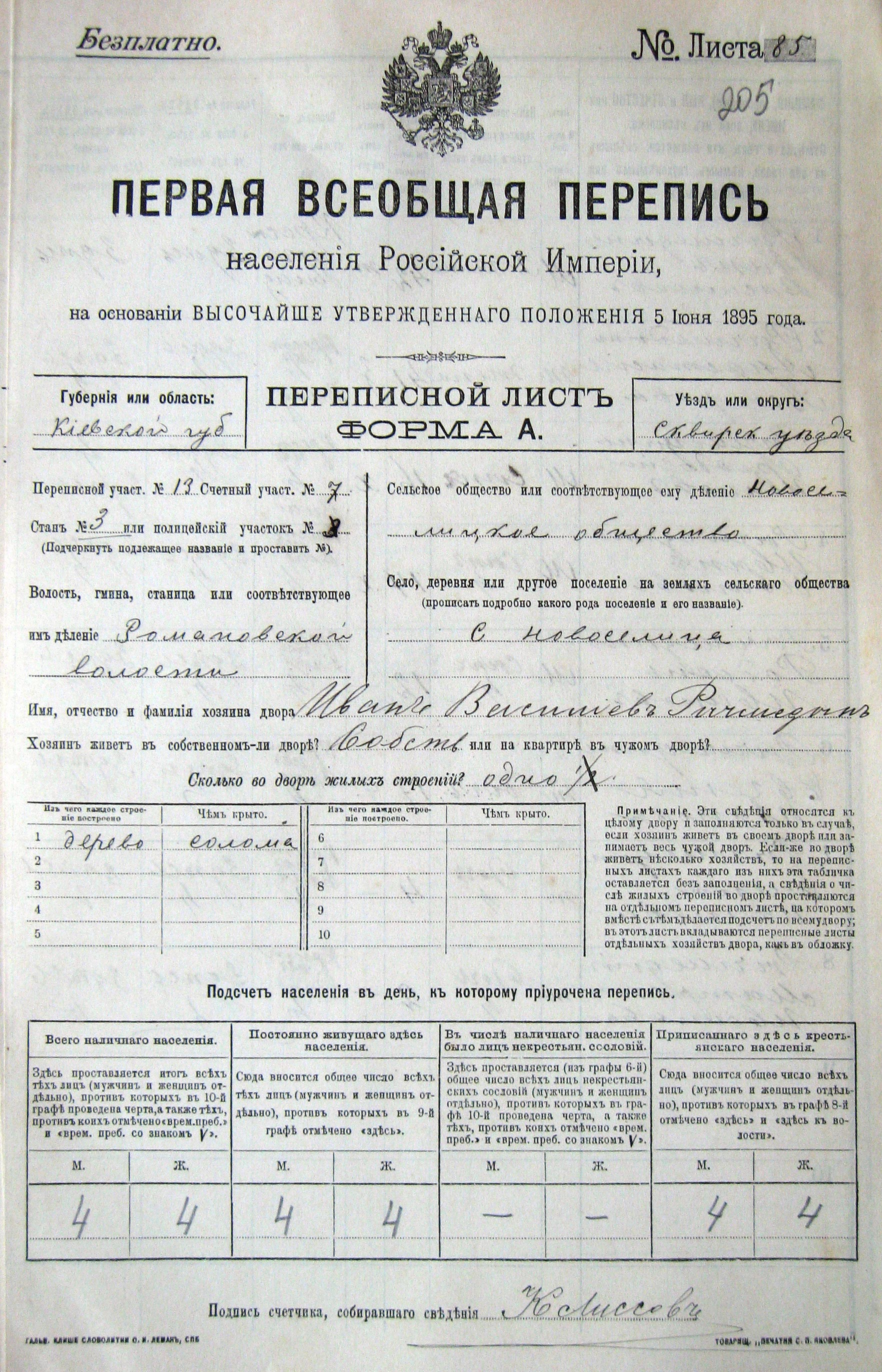
Переписной лист жителя Новоселицы, переписи 1897 года.

## История
В XIX веке село Новоселица в составе Романовской волости Сквирского уезда Киевской губернии. Михайловская церковь упоминалась с 1799 года. Священники: Степан Федорович Ливицкий (1799) и Андрей Викторович Чернишевский (1860).

## Адрес местного совета
13537, Житомирская область, Попельнянский район, с. Новоселица, ул. Петровского